# 瓦尔梅尼耶
瓦尔梅尼耶（法語：Valmeinier，法語發音：[valmɛnje]）是法国萨瓦省的一个市镇，属于圣让德莫里耶讷区。

## 地理
瓦尔梅尼耶（45°11'2"N, 6°28'54"E）面积54.26 平方千米，位于法国奥弗涅-罗讷-阿尔卑斯大区萨瓦省，该省份为法国东部省份，历史上为薩伏依的一部分，北起上萨瓦省，西接伊泽尔省和安省，南部和东部与上阿尔卑斯省和意大利接壤。
与瓦尔梅尼耶接壤的市镇（或旧市镇、城区）包括：内瓦什、奥雷勒、圣米歇尔-德莫里耶讷、瓦卢瓦尔。

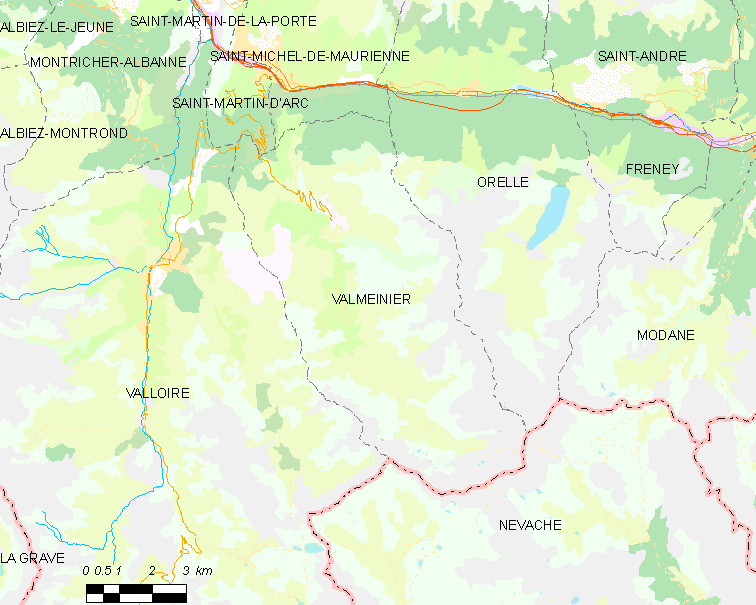
瓦尔梅尼耶的OSM定位图

瓦尔梅尼耶的时区为UTC+01:00、UTC+02:00（夏令时）。

## 行政
瓦尔梅尼耶的邮政编码为73450，INSEE市镇编码为73307。

## 政治
瓦尔梅尼耶所属的省级选区为莫达讷县。

## 人口

1962-2008年间瓦尔梅尼耶人口变化图示

瓦尔梅尼耶于2022年1月1日时的人口数量为578人。